# Stefan Kuntz
Stefan Kuntz (Neunkirchen, 1962. október 30. –) Európa-bajnok német labdarúgó, csatár, edző, sportvezető. 2008. áprilisa és 2016. április között az 1. FC Kaiserslautern elnöke volt.

## Pályafutása

### Klubcsapatban
1970-ben a Borussia Neunkirchen csapatában kezdte a labdarúgást. 1980-ban itt mutatkozott be az első csapatban. 1983-ban mutatkozott be az élvonalban a VfL Bochum csapatában. 1986 és 1989 között a Bayer 05 Uerdingen játékosa volt. Pályafutása meghatározó részét 1989 és 1995 között az 1. FC Kaiserslautern csapatában töltötte. Az 1995–96-os idényben a török Beşiktaş csapatában szerepelt. 1996-ban hazatért. Két idényen át az Arminia Bielefeld, majd egy idényen át korábbi klubja a VfL Bochum játékosa volt. 1983 és 199 között 449 Bundesliga mérkőzésen szerepelt és 179 gólt szerzett. Az 1985–86-os és az 1993–94-es idényben a bajnokság gólkirálya volt. 2002 és 2005 között még két alacsonyabb osztályú csapatban játszott, majd visszavonult az aktív labdarúgástól.

### A válogatottban
1993 és 1997 között 25 alkalommal szerepelt a német válogatottban és hat gólt szerzett. Soha nem szerepelt olyan mérkőzésen a válogatottban, ahol kikaptak volna (20 győzelem, 5 döntetlen) és ezzel a legtöbb válogatottság vereség nélkül német rekordját ő tartja. Tagja volt az 1996-os Európa-bajnok csapatnak Angliában. 1983 és 1986 között négy alkalommal szerepelt a nyugatnémet U21-es válogatottban és három gólt ért el. 1986-ban egy alkalommal az NSZK-B csapatának a tagja és két gólt szerzett.

### Edzőként, sportvezetőként
1999–2000-ben nevelő klubja, a Borussia Neunkirchen edzője lett. 2000 és 2002 között a Karlsruher SC vezetőedzője volt. 2003-ban a SV Waldhof Mannheim, majd az LR Ahlen szakmai munkáját irányította egy rövid ideig. 2005–06-ban a TuS Koblenz, 2006 és 2008 között a VfL Bochum erőnléti edzőjeként tevékenykedett. 2008. áprilisa óta az 1. FC Kaiserslautern elnöke. 2016 augusztus 23-án kinevezték a a német U21-es válogatott élére. A korosztályos válogatottal 2017-ben és 2021-ben is Európa-bajnokságot nyert.
2021. szeptember 19-én a török válogatott szövetségi kapitánya lett.

## Sikerei, díjai
- Az év német labdarúgója: 1991

 Németország
- Európa-bajnokság
  - aranyérmes: 1996, Anglia

 VfL Bochum
- Nyugatnémet bajnokság (Bundesliga)
  - gólkirály: 1985–86

 1. FC Kaiserslautern
- Német bajnokság (Bundesliga)
  - bajnok: 1990–91
  - gólkirály: 1993–94
- Nyugatnémet kupa (DFB-Pokal)
  - győztes: 1990

- Németország U21
  - U21-es labdarúgó-Európa-bajnokság: 2017, 2021

## Statisztikája szövetségi kapitányként
2022. március 29-én lett frissítve.
| Csapat      | Nemzet      | –tól                 | –ig       | Mérleg     | Mérleg | Mérleg | Mérleg | Mérleg |
| M           | GY          | D                    | V         | Győzelem % |        |        |        |        |
| ----------- | ----------- | -------------------- | --------- | ---------- | ------ | ------ | ------ | ------ |
| Törökország | Törökország | 2021. szeptember 20. | jelenlegi | 6          | 3      | 1      | 2      | 50     |
| összesen    | összesen    | összesen             | összesen  | 6          | 3      | 1      | 2      | 50     |